# Susanna (Haendel)

Susanna (HWV 66) est un oratorio en trois actes de Georg Friedrich Haendel. 
Le livret est en anglais et a été attribué sans certitude à Newburgh Hamilton même si on pense aujourd'hui qu'il est plutôt l'œuvre du poète  et dramaturge Moses Mendes (mort en 1758). 
L'intrigue se fonde sur l'histoire de la chaste Suzanne, telle que rapportée dans le chapitre 13 du Livre de Daniel dans l'Ancien Testament.
Haendel composa la musique pendant l'été 1748 et la première eut lieu pendant la saison suivante du théâtre de Covent Garden, le 10 février 1749.
Selon le Livre de Daniel, pendant l'exil des Juifs à Babylone, une jeune femme vertueuse du nom de Suzanne fut accusée d'adultère de façon mensongère par deux vieillards de sa communauté qui étaient juges et qui l'avaient eux-mêmes regardée avec concupiscence pendant son bain et s'étaient faits éconduire. Le prophète Daniel confondit leurs mensonges et ainsi innocenta Suzanne.

## Composition
Après les oratorios d'inspiration patriotique célébrant la victoire contre les rébellions jacobites, en particulier Judas Maccabaeus et Joshua, Haendel se tourne vers des oratorios de caractère plus léger. Susanna en fait partie. La partition est écrite pour un petit orchestre à cordes avec hautbois et bassons, les trompettes n'intervenant que lors des réjouissances finales. Quelques arias solistes sont dans le style assez simple des ballad operas anglais populaires. Il y a quelques inflexions comiques dans la caractérisation musicale des vieillards libidineux, pendant que la droiture, la pureté d'âme et le courage de Susanna sont soulignés de façon très vivante. L'aria Crystal streams qu'elle chante alors qu'elle se languit de l'absence de son époux et cherche un soulagement de la chaleur estivale en se baignant dans le cours d'eau qui traverse son jardin, est remarquable à cet égard. des chœurs puissants servent à commenter l'action.          
Haendel commença à travailler sur Susanna à peine un mois après avoir terminé la composition de Salomon. Le premier acte fut écrit entre le 11 et le 21 juillet 1748. Il termina le deuxième acte le 21 août et la partition entière le 24 août. L'oratorio fut interprété pour la première fois à Covent Garden le 10 février 1749, et il fut représenté quatre fois, qui rapportèrent à Haendel quelque 577 livres sterling. C'est seulement en 1759 qu'il y eut une reprise.

## Rôles

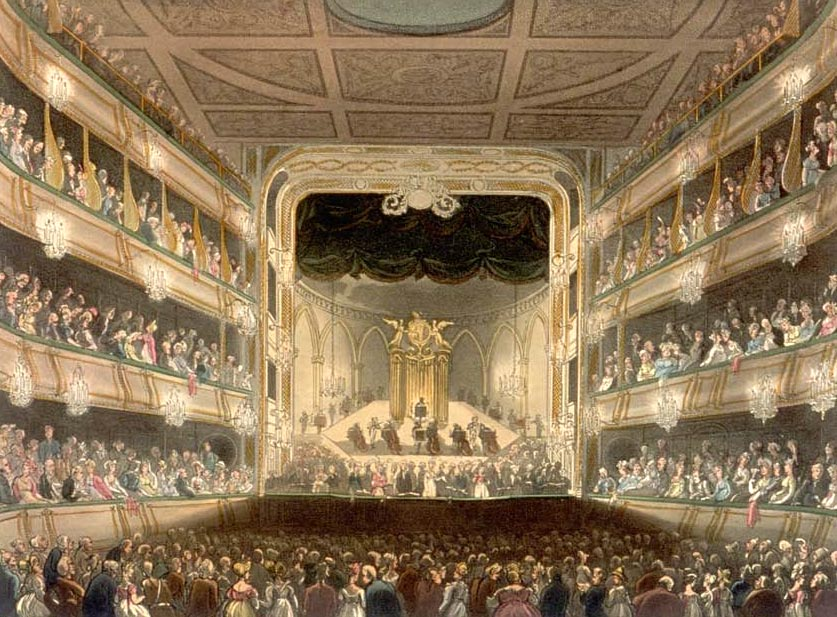
Le théâtre de Covent Garden où fut présentée Susanna

| Rôle                 | Voix    | En 1749                      |
| -------------------- | ------- | ---------------------------- |
| Susanna              | soprano | Giulia Frasi                 |
| Joacim, son mari     | alto    | Caterina Galli               |
| Chelsias,son père    | bass    | Henry Reinhold               |
| Daniel               | soprano | Soprano garçon inconnu       |
| Premier vieillard    | ténor   | Thomas Lowe                  |
| Second vieillard     | basse   | Henry Reinhold               |
| Juge                 | basse   |                              |
| Un préposé           | soprano | Signora Sibilla (Mrs. Pinto) |
| Chœur d'Israélites   |         |                              |
| Chœur de Babyloniens |         |                              |
| Chœur                |         |                              |

## Résumé de l'action

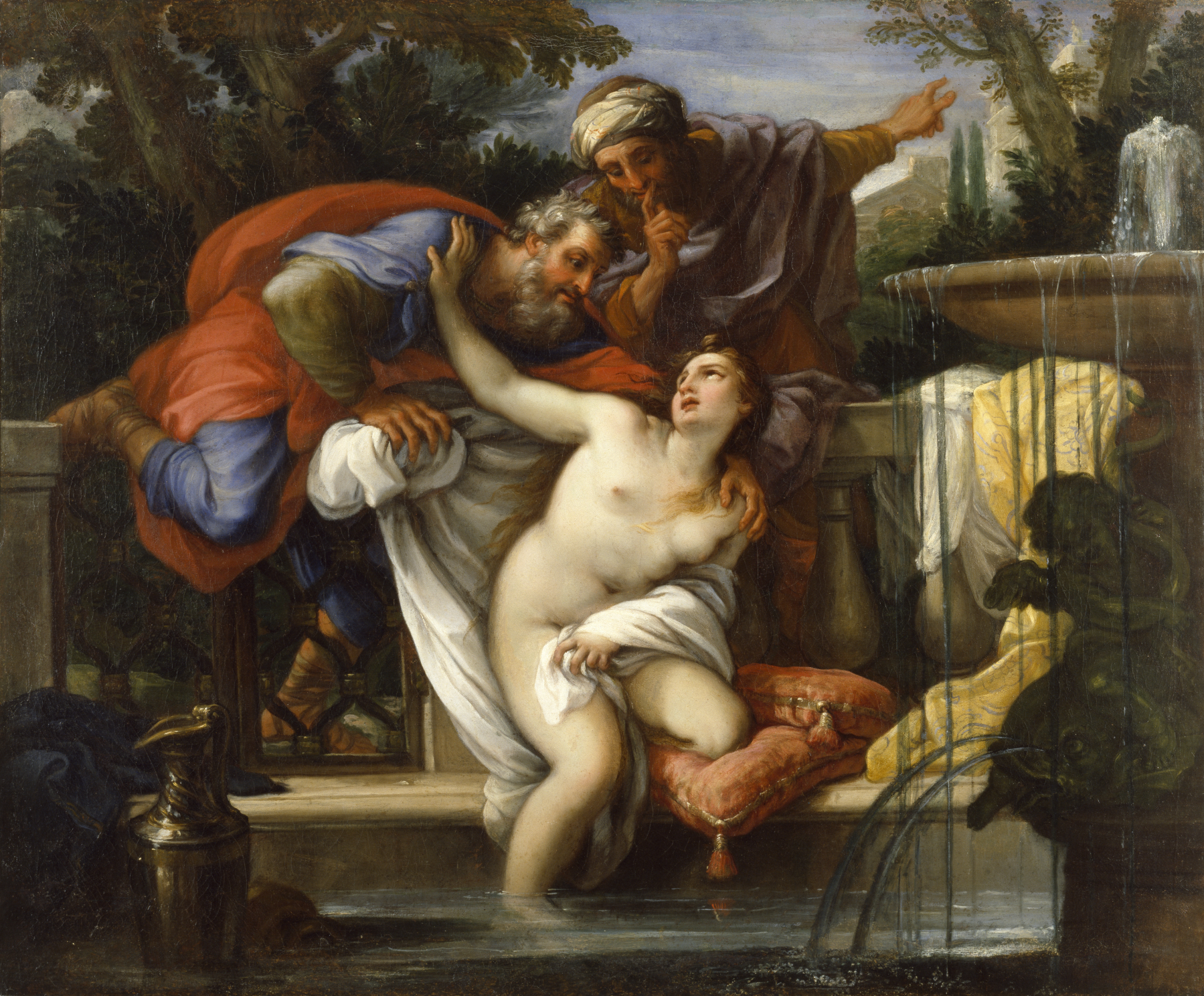
Suzanne et les vieillards par Giuseppe Bartolomeo Chiari. The Walters Art Museum.

### Acte 1
Le chœur des Israélites se lamente sur leur exil et leur captivité à Babylone. Susanna et son mari chantent le bonheur de leur mariage et du père de Susanna, très fier que sa fille soit une épouse modèle. Joacim doit s'absenter quelque temps de la ville : mari et femme se disent adieu. Les vieillards de la communauté des Israélites, animés de concupiscence à l'égard de la belle Susanna, complotent pour obtenir ses faveurs pendant l'absence de son mari. Le chœur commente qu'une telle duplicité  va attirer sur eux le courroux du ciel.

### Acte 2
Joacim, loin de son épouse, chante le manque de sa présence auprès de lui. Pendant ce temps, son mari manque aussi à Susanna qui souffre de la chaleur et part se rafraîchir de l'ardeur du soleil en allant se baigner dans un ruisseau de son jardin. Elle est épiée par les deux vieillards dont elle repousse les avances avec indignation. Ils vont se venger d'elle en répandant parmi la communauté des juifs une calomnie ; ils prétendent qu'ils auraient surpris Susanna en train de tromper son mari avec un jeune homme et appellent à la juger pour adultère. Joacim est effondré en l'apprenant par une lettre et retourne chez lui.

### Acte 3
Susanna est jugée coupable et condamnée à mort. Le premier vieillard se prétend désolé de la dureté de cette sentence. Le jeune prophète Daniel, qui est encore presque un enfant, se lève devant l'assistance et demande qu'on lui permette d'interroger les deux vieillards séparément l'un de l'autre. Ceux-ci donnent des versions différentes de l'endroit où Susanna aurait été prise en faute et Daniel les dénonce en tant que menteurs. Les vieillards sont condamnés à être exécutés pour leur faux témoignage ; Susanna peut se retrouver avec son mari et tous louent Susanna pour sa vertu et sa chasteté.